# 알렉스 맥카시
알렉스 사이먼 맥카시(Alex Simon McCarthy, 1989년 12월 3일 길퍼드 ~ )는 잉글랜드 프리미어리그의 사우샘프턴에서 골키퍼로 뛰고 있는 축구 선수이다.